# БІЧ-3

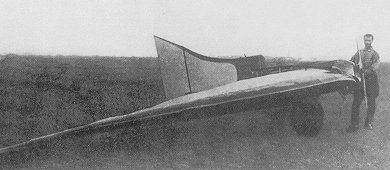
БІЧ-3

БІЧ-3 — експериментальний літак, побудований за аеродинамічною схемою «літаюче крило», конструкції українського авіаконструктора Бориса Черановського. Спроектований і побудований в 1926 році.
Після відносного успіху перших планерів БІЧ-1 і БІЧ-2, Черановський створив БІЧ-3. БІЧ-3 був побудований з дерева. Шасі було одноколісним, з милицями в хвості і на кінцях крил.
БІЧ-3 був доставлений в Москву в 1926 році. Випробування показали нестійкість конструкції.

## Технічні характеристики
- Екіпаж: 1
- Довжина: 3,5 м
- Розмах крил: 9,5 м
- Площа крила: 20 м²
- Вага: 140 кг
- Вага брутто: 230 кг
- Силова установка: 1 × 18 к.с.